# 張文明 (清朝)
張文明，字深發，直隸永平人，寄籍順天府大興縣。清初政治人物。

## 生平
順治二年（1645年）舉乙酉科順天府鄉試，順治三年（1646年）聯登丙戌科進士。選庶吉士，散館授弘文院檢討。官至南陽府知府。